# ニルス・ポリッツ
ニルス・ポリッツ (Nils Politt 1994年3月6日) はドイツ、ケルン出身の自転車競技選手。

## 経歴
2013年、チーム・シュテルティングにてプロキャリアスタート。
2016年、カチューシャ・アルペシンに移籍。
2020年、イスラエル・スタートアップネイションに移籍。
2021年、ボーラ＝ハンスグローエへ移籍。
2024年パリオリンピックの男子個人ロードレースでは70位で完走したが、レース中に腹痛に襲われ沿道のカフェのトイレに駆け込み、その際に偶然に駆け込んだカフェが映画「アメリ」の舞台として知られるカフェ・デ・ドゥームーランだったため話題となった。

## 主な成績
出典：
2016
ドイツ選手権・個人タイムトライアル 3rd
ドリダーフス・ファン・ウェスト＝フラーンデレン 総合3rd
ル・サミン 5th
ユーロメトロポール・ツール 6th
2017
ドイツ選手権
個人タイムトライアル 3rd
ロードレース 4th
エトワール・ド・ベセージュ 総合6th
2018
ドイツ・ツアー 2nd Overall 
1st Stage 4
シュパルカセン・ミュンスターラント・ギーロ 3rd
パリ〜ルーベ 7th
2019
パリ〜ルーベ 2nd
ロンド・ファン・フラーンデレン 5th
E3ビンクバンク・クラシック 6th
2021
ツール・ド・フランス 区間優勝（第12ステージ）
ドイツ・ツアー  総合優勝 (第3ステージ優勝)
2022
ルント・ウム・ケルン 優勝
 ドイツ選手権  個人ロード 優勝
2023
 ドイツ選手権  個人タイムトライアル 優勝

### グランツールの総合成績
| グランツール               | 2017 | 2018 | 2019 | 2020 | 2021 | 2022 | 2023 |
| -------------------------- | ---- | ---- | ---- | ---- | ---- | ---- | ---- |
| ジロ・デ・イタリア         | —    | —    | —    | —    | —    | —    | —    |
| ツール・ド・フランス       | 95   | 87   | 64   | 120  | 50   | 56   |      |
| ブエルタ・ア・エスパーニャ | —    | —    | —    | —    | —    | —    |      |